# Andrzej Konstanty Godebski
Andrzej Konstanty Godebski herbu Godziemba (zm. 18 kwietnia 1688 roku) – stolnik piński w latach 1666-1688, cześnik piński od 1663 roku.
Był członkiem konfederacji generalnej zawiązanej 15 stycznia 1674 roku na sejmie konwokacyjnym.